# George Lövendal
George Lövendal (cunoscut și ca George Baron de Lövendal) (n. 10 mai 1897, Sankt Petersburg - d. 18 februarie 1964, București) a fost un pictor care a lucrat în România.
S-a născut în Sankt Petersburg, fiind un descendent al regelui Frederic al III-lea al Danemarcei și Norvegiei.
În 1752, familia Lövendal a plecat din Suedia și a ajuns în Rusia. George baron de Lövendal a fost a noua generație după Frederick al III-lea.
Fiica sa, Lydia, susține că data de naștere este 27 aprilie 1897. Tot ea povestește că bunicul pictorului, Laurențiu, Baron de Lövendal s-a născut în Vladivostok și a fost botezat în Kamceatka.
Între 1914 și 1917, George a urmat școala de Belle Arte la Sankt Petersburg dovedind un mare talent de portretist. După absolvire, a profesat la Soroca și Chișinău, în Basarabia.
Revoluția bolșevică din 7 noiembrie 1917 a avut un impact trist asupta familiei sale. Tatăl său, Lorentius Löwendal, ofițer de marină în armata țaristă, aflat la comada fortăreței Kronstadt, a fost ucis de bolșevici, George fiind obligat să-și câștige singur existența, ca actor și balerin.
În 1918, când Basarabia s-a unit cu România, Lövendal a continuat să profeseze în noua sa patrie, inițal ca scenograf la teatrul din Chișinău.
În 1928, la Cernăuți, George Lӧwendal a fondat primul teatru cult de păpuși și marionete din România.
George Lovendal a creat la București Academia liberă de arte plastice (1938), fiind totodată unul dintre membrii fondatori ai Fondului Artiștilor Plastici din România (1945). George Lovendal, care a fost directorul tehnic al Teatrului Național din Cernăuți (1926-1935), al Teatrului Național din Craiova (1942-1943), dar a desfășurat și o bogată activitate la teatrele „Lucia Sturdza Bulandra” și „Constantin Tănase” din capitală.
Apoi s-a mutat la București, unde, între 1950–1964, a fost profesor la Institutul de Arte Plastice "Nicolae Grigorescu".
A avut ca elevi personalități remarcabile ale artei românești, între care Grigore Vasiliu-Birlic, Radu Beligan, Nineta Gusti și Oleg Danovschi.
A fost un artist multilateral, afirmându-se în multe domenii ale artei, între care designer, creator de cosume, a lucrat în teatru, operetă, gazetărie, actorie, balet, regie artistică și a fost și arhitect. Tot el a creat primul teatru de păpuși din țară.
A devenit cunoscut în special ca pictor portretist, care a avut ca subiect principal țăranul român, pictând în special țărani bucovineni.

## Familia
A fost căsătorit Ariadna Ambrozieva - Lövendal, pianistă, poetă, solistă de operă, cu care a avut două fiice: Lydia (n. 28.10.1923), pictoriță, balerină, compozitoare, specialistă în genealogie, în heraldică și profesoară de pian cunoscută ca Lydia Löwendal-Papae și Irina (n. 13 iunie 1925), actriță cunoscută ca Irina Dall.
Lidya Lövendal a reușit cu greu să răscumpere 500 de picturi, din cele peste 2.000 pe care le-a făcut tatăl său, cu intenția de a deschide un muzeu. Până la moartea sa, ea nu a primit nici un sprijin din partea autorităților române, ci doar promisiuni. Pe lângă tablourile, grafica și schițele rămase din colecția Lövendal, erau pe cale să se risipească nenumărate documente de epocă, precum și studii de genealogie ale familiei baronului Lövendal. Pentru a salva această valoare națională, Ariadna Avram (n. 2 ianuarie 1964), fiica actriței Irina Dall și nepoata pictorului, moștenitoare a colecției George baron Löwendal, a înființat Fundația Löwendal, în 2010, prin care își propune să reconstituie parcursul bunicului său în contextul evoluției artei românești și europene în prima jumătate a secolului al XX-lea.

## Expoziții
În perioda 1936 -1940 participă la mai multe expoziții, în țară și străinătate, organizate de Oficiul Național de Turism, expunând în special lucrări reprezentând imaginea țăranului din Bucovina.
În 1940 deschide la București o expoziție cu 80 de lucrări, având ca temă exclusiv Bucovina. În același an, a deschis o expoziție și la Veneția.
În anii 1946 – 1950, pe lângă participarea la expozițiile oficiale, are și o inițitivă singulară, cea de a expune în galerii de mină, unde a ținut și prelegeri explicative.

## In memoriam
La Suceava este expus bustul de bronz al artistului George Lövendal, realizat de sculptorul Panaite Chifu.
La București, în clădirea din Piața Cantacuzino nr.1, de lângă Parcul Ioanid, a fost înființată în 2010 Fundația George Löwendal, a cărei președintă este Ariadna Löwendal-Dănilă (fostă Avram), nepoata artistului. Fundația este custodele unui bogat fond de documente. Onorând tradiția familiei Löwendal de a încuraja tinerele talente în domeniul plastic și teatral, Fundația Löwendal organizează „Concursul Național de Scenografie George Löwendal”.